# Hansjörg Marxer
Hansjörg Marxer ist ein liechtensteinischer Zahnarzt und Kieferorthopäde. Von 1992 bis 1993 war er Parteipräsident der Fortschrittlichen Bürgerpartei (FBP).
Marxer ist als Zahnarzt und Kieferorthopäde in Schaan tätig. Des Weiteren engagiert er sich seit Jahren in verschiedenen Funktionen für ein qualitativ hochstehendes und gleichzeitig kostengünstiges öffentliches Gesundheitswesen in Liechtenstein. Unter anderem ist er Präsident der „Bürgerinitiative pro Landesspital“, einer überparteilichen, 2010 gegründeten Bürgerinitiative, deren Ziel die langfristige Sicherung der Zukunft des liechtensteinischen Landesspitals in Vaduz ist.
Für seine Verdienste um das Land Liechtenstein verlieh ihm Fürst Hans-Adam II. am 2. Dezember 2011 das Komturkreuz des Fürstlich Liechtensteinischen Verdienstordens.